# Puise
Koordinaten: 58° 46′ N, 23° 28′ O
Puise (deutsch Puis) ist ein Dorf (estnisch küla) in der Stadtgemeinde Haapsalu (bis 2017: Landgemeinde Ridala) im Kreis Lääne in Estland.

## Beschreibung

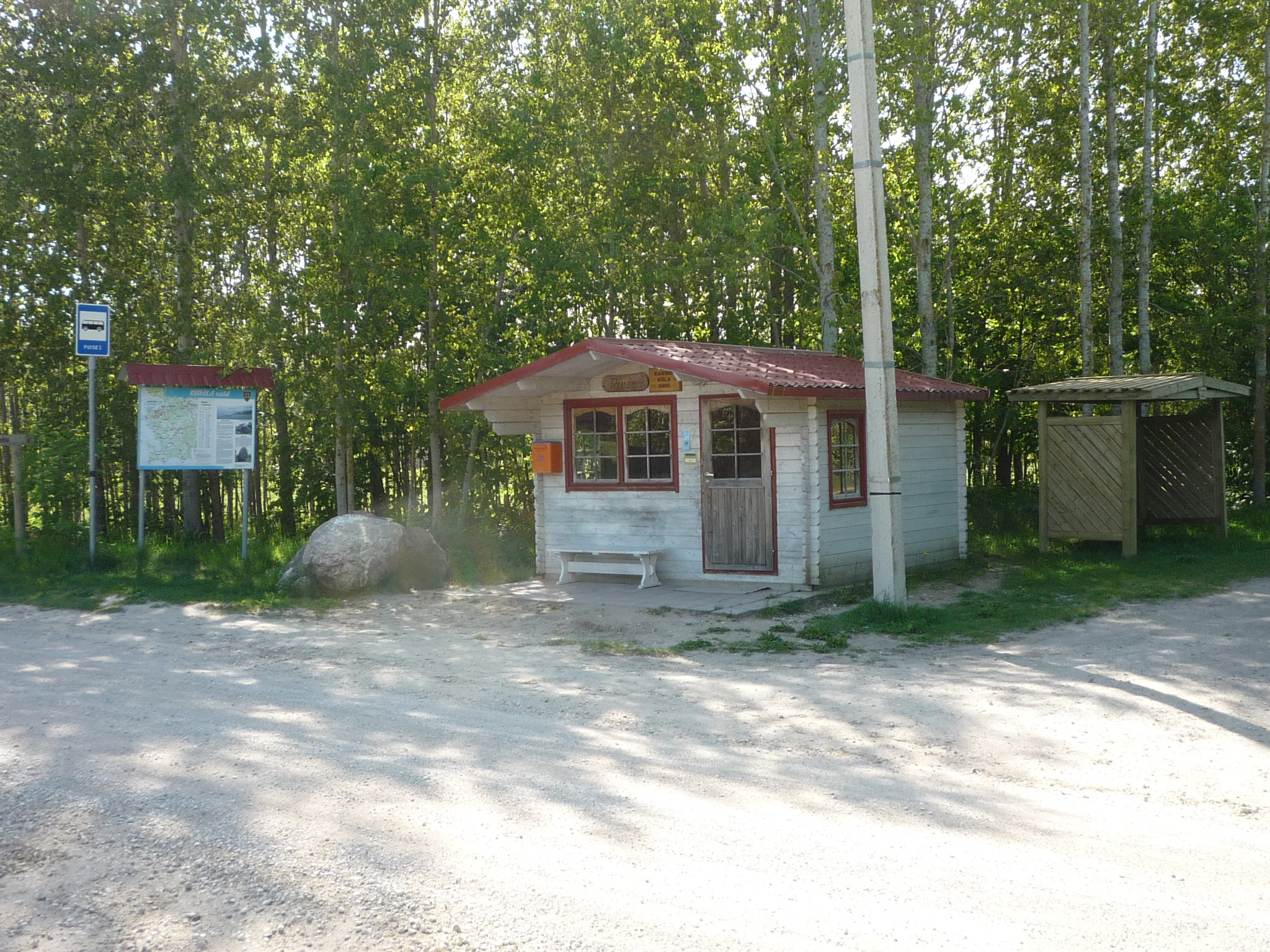
Bushalt in Puise

Der Ort hat 36 Einwohner (Stand 31. Dezember 2011). Er liegt an der südwestlichen Spitze der Halbinsel Puise.
Zum Gebiet des Dorfes gehören auch zahlreiche kleine Inseln. Die größten sind Kumari laid, Sipelgarahu, Tondirahu, Kakrarahu, Esirahu, Hoorahu, Paljarahu, Mustarahu, Siimurahu und Hanemaa.
Traditionell lebte die Bevölkerung vom Fischfang in der Ostsee. Das Dorf hat zwei Hafen: einen Fischereihafen im Westen und ein Hafen für Sportboote im Norden.
Das Dorf und seine Umgebung gehören zum Nationalpark Matsalu. Im Ort befinden sich zwei vogelkundliche Beobachtungstürme. Im Frühjahr 1974 kam auf dem stürmischen Meer bei Puise der estnische Ornithologe Sven Onno (1932–1974) ums Leben. Bei Puise erinnert heute ein Gedenkstein an ihn.